# Парк XIX століття (Дрогобич)
Парк ХІХ ст. — парк-пам'ятка садово-паркового мистецтва місцевого значення в Україні. Розташований у центрі міста Дрогобич Львівської області, між вулицями Данила Галицького, Т. Шевченка, Я. Осьмомисла та площею Замкова Гора. 
Площа 2,35 га. Статус надано згідно з рішенням виконкому Львівської обласної ради від 9 жовтня 1984 року № 495. Перебуває у віданні: Дрогобицький міськкомунгосп. 
Статус надано для збереження парку, закладеного в ХІХ ст. У межах парку розташовані дві пам'ятки архітектури національного значення  — Костел святого Варфоломія і Дзвіниця костелу святого Варфоломія. 